# 이 만화가 대단하다!
《이 만화가 대단하다!》(일본어: このマンガがすごい! 코노만가가스고이![*])는 《타카라지마샤》(일본어: 宝島社)가 발행하는 만화 소개 무크이다.

## 수상작 목록
| 년     | 남자판 | 여자판                                                                               |
| ------ | --- | ------------------------------------------------------------------------------------ |
| 2006년 | 《플루토》(우라사와 나오키, 쇼가쿠칸)                                                                                        | 《허니와 클로버》(우미노 치카, 슈에이샤)                                             |
| 2007년 | 《디트로이트 메탈 시티》(와카스기 키미노리, 하쿠센샤)                                                                        | 《허니와 클로버》(우미노 치카, 슈에이샤)                                             |
| 2008년 | 《81 다이버》(시바타 요쿠사루, 슈에이샤)                                                                                     | 《너에게 닿기를》(카루호 시이나, 슈에이샤)                                           |
| 2009년 | 《성☆형님》(나카무라 히카루, 코단샤)                                                                                         | 《언덕길의 아폴론》(코다마 유키, 쇼가쿠칸)                                           |
| 2010년 | 《바쿠만》(원작 : 오바 쓰구미 / 작화 : 오바타 다케시, 슈에이샤)                                                              | 《치하야후루》(스에츠구 유키, 코단샤)                                                |
| 2011년 | 《진격의 거인》(이사야마 하지메, 코단샤)                                                                                     | 《HER》(야마시타 토모코, 쇼덴샤)                                                     |
| 2012년 | 《블랙 잭 창작 비화 ~데즈카 오사무의 작업장에서~》(원작 : 미야자키 마사루 / 작화 : 요시모토 코지, 아키타 쇼텐)               | 《하나 씨의 간단요리》(원작 : 쿠스미 마사유키 / 작화 : 미즈사와 에츠코, 아키타 쇼텐) |
| 2013년 | 《테라포마스》(원작 : 사스가 유 / 작화 : 타치바나 켄이치, 슈에이샤)                                                          | 《내 이야기!!》(원작 : 카와하라 카즈네 / 작화 : 아루코, 슈에이샤)                    |
| 2014년 | 《암살교실》(마츠이 유세이, 슈에이샤)                                                                                        | 《안녕 소르시에》(호즈미, 쇼가쿠칸)                                                  |
| 2015년 | 《목소리의 형태》(오오이마 요시토키, 코단샤)                                                                                 | 《치이는 조금 모자라》(아베 토모미, 아키타 쇼텐)                                     |
| 2016년 | 《던전밥》(쿠이 료코, KADOKAWA 엔터 브레인)                                                                                  | 《오타쿠에게 사랑은 어려워》(후지타, 이치진샤)                                       |
| 2017년 | 《중간관리록 토네가와》(협력 : 후쿠모토 노부유키 / 원작 : 하기와라 텐세이 / 작화 : 미요시 토모키, 하시모토 토모히로, 코단샤) | 《금나라 물나라》(이와모토 나오, 쇼가쿠칸)                                           |
| 2018년 | 《약속의 네버랜드》(원작 : 시라이 카이우 / 작화 : 데미즈 포스카, 슈에이샤)                                                   | 《마로니에 왕국의 7인의 기사》(이와모토 나오, 쇼가쿠칸)                              |
| 2019년 | 《천국대마경》(이시구로 마사카즈, 코단샤)                                                                                    | 《툇마루에서 모든 게 달라졌다》(츠루타니 카오리, KADOKAWA)                           |
| 2020년 | 《SPY×FAMILY》(엔도 타츠야, 슈에이샤)                                                                                        | 《안녕 미니스커트》(마키노 아오이, 슈에이샤)                                         |
| 2021년 | 《체인소 맨》(후지모토 타츠키, 슈에이샤)                                                                                     | 《여학교의 별》(와야마 야마, 쇼덴샤)                                                 |
| 2022년 | 《룩 백》(후지모토 타츠키, 슈에이샤)                                                                                         | 《바다를 달리는 엔딩 크레딧》(타라치네 존, 아키타 쇼텐)                              |
| 2023년 | 《히카루가 죽은 여름》(모쿠모쿠 렌, KADOKAWA)                                                                                | 《천막의 자드가르》(토마토 수프, 아키타 쇼텐)                                        |

## 텔레비전 드라마
2018년 10월부터 TV 도쿄 계열의 드라마 25에서 매주 토요일 12:52 - 1:23 (금요일 심야)에서 방송된다.

### 등장 인물
- 아오이 유우

| 드라마 25  | 드라마 25           | 드라마 25 |
| 이전 작품  | 작품명              | 다음 작품 |
| ---------- | ------------------- | --------- |
| 인베스터 Z | 이 만화가 대단하다! | -         |